# Althaea litvinovii
Althaea litvinovii là một loài thực vật có hoa trong họ Cẩm quỳ. Loài này được Iljin mô tả khoa học đầu tiên năm 1924.